# Ayumu Murase
Ayumu Murase (Los Angeles, 14 dicembre 1988) è un doppiatore giapponese.

## Biografia
Murase è nato negli Stati Uniti d'America ma è cresciuto a Aichi, Giappone.

## Filmografia

### Animazione televisiva
| Anno    | Serie                                                        | Ruolo                                                                             | Fonte(i)    |
| ------- | ------------------------------------------------------------ | --------------------------------------------------------------------------------- | ----------- |
| 2012    | From the New World                                           | Shun Aonuma                                                                       |             |
| 2012    | Kids on the Slope                                            | Shigetora Maruo                                                                   |             |
| 2012    | My Little Monster                                            | Takaya Mizutani, Haru Yoshida                                                     |             |
| 2012    | Sword Art Online                                             | Shinichi Nagata/Recon                                                             |             |
| 2013    | Gatchaman Crowds                                             | Rui Ninomiya                                                                      |             |
| 2013    | Love Lab                                                     | Yū Yamazaki                                                                       |             |
| 2013    | Majestic Prince                                              | Patrick Hoyle                                                                     |             |
| 2013    | My Teen Romantic Comedy SNAFU                                | Taishi Kawasaki                                                                   |             |
| 2013    | Nagi no Asukara                                              | Atsushi Minegishi                                                                 |             |
| 2014    | Chaika - The Coffin Princess                                 | Guy                                                                               |             |
| 2014    | Fairy Tail                                                   | Uosuke                                                                            |             |
| 2014    | Future Card Buddyfight                                       | Ryo Mobutani, Kakumo Maihama                                                      | [ 1 ]       |
| 2014    | Gundam Build Fighters Try                                    | Toshiya Shiki (Team SD-R)                                                         |             |
| 2014    | Haikyu!!                                                     | Shoyo Hinata                                                                      | [ 2 ]       |
| 2014    | Invaders of the Rokujyōma!?                                  | Kotarō                                                                            |             |
| 2014    | M3 the dark metal                                            | Heito Isaku                                                                       |             |
| 2014    | Mysterious Joker                                             | Joker                                                                             |             |
| 2014    | Nobunaga Concerto                                            | Mori Ranmaru                                                                      |             |
| 2014    | Nobunagun                                                    | Antoni Gaudí                                                                      |             |
| 2014    | Noragami                                                     | Manabu Ogiwara                                                                    |             |
| 2014    | Parasyte                                                     | Joe                                                                               |             |
| 2014    | Silver Spoon                                                 | Kenta Ishiyama                                                                    |             |
| 2014    | The Irregular at Magic High School                           | Shinkurō Kichijōji                                                                |             |
| 2014    | Wolf Girl and Black Prince                                   | Yuu Kusakabe                                                                      |             |
| 2014    | Yu-Gi-Oh! Arc-V                                              | Halil                                                                             |             |
| 2015    | Assassination Classroom                                      | Yūji Norita                                                                       |             |
| 2015    | Castle Town Dandelion                                        | Haruka Sakurada                                                                   | [ 3 ] [ 4 ] |
| 2015    | Concrete Revolutio                                           | Yumihiko Otonashi                                                                 |             |
| 2015    | Durarara!!x2                                                 | Neko                                                                              |             |
| 2015    | Gangsta.                                                     | Wallace "Worick" Arcangelo                                                        |             |
| 2015    | Gatchaman Crowds insight                                     | Rui Ninomiya                                                                      |             |
| 2015    | Haikyu!! 2                                                   | Shoyo Hinata                                                                      |             |
| 2015    | Kamisama Kiss◎                                               | Year God                                                                          |             |
| 2015    | Makura no Danshi                                             | Haruto Enokawa                                                                    |             |
| 2015    | Mysterious Joker Season 2                                    | Joker                                                                             |             |
| 2015    | Noragami Aragoto                                             | Manabu Ogiwara                                                                    |             |
| 2015    | Overlord                                                     | Nfirea Bareare                                                                    |             |
| 2015    | Show by Rock!!                                               | Riku                                                                              |             |
| 2015    | The Testament of Sister New Devil Burst                      | Luka                                                                              |             |
| 2015    | Ushio and Tora                                               | Baldanders                                                                        |             |
| 2015    | Utawarerumono: The False Faces                               | Kiuru                                                                             |             |
| 2015    | Yu-Gi-Oh! Arc-V                                              | Halil                                                                             |             |
| 2016    | Ajin: Demi-Human                                             | Tito                                                                              |             |
| 2016    | Bananya                                                      | Bananyako, Tabby Bananya, Mackerel Bananya, Baby Bananya, Bananya Bunch, The Mice | [ 5 ]       |
| 2016    | Battery                                                      | Fumito Sawaguchi                                                                  | [ 6 ]       |
| 2016    | Bungo Stray Dogs                                             | Sergeant Sugimoto                                                                 |             |
| 2016    | Cheer Boys!!                                                 | Ryūzō Sakuma                                                                      |             |
| 2016    | Concrete Revolutio: The Last Song                            | Yumihiko Otonashi                                                                 |             |
| 2016    | D.Gray-man Hallow                                            | Allen Walker                                                                      | [ 7 ]       |
| 2016    | Divine Gate                                                  | Bruno, Sigurd                                                                     |             |
| 2016    | First Love Monster                                           | Kazuo Noguchi                                                                     | [ 8 ]       |
| 2016    | Go! Princess PreCure                                         | Prince                                                                            |             |
| 2016    | Haikyū!! Karasuno High School vs Shiratorizawa Academy       | Shoyo Hinata                                                                      |             |
| 2016    | Sakamoto desu ga?                                            | Yuto                                                                              |             |
| 2016    | Mysterious Joker Seasons 3 and 4                             | Joker                                                                             |             |
| 2016    | Nobunaga no Shinobi                                          | Sukezo                                                                            |             |
| 2016    | Servamp                                                      | Hugh the Dark Algernon III                                                        |             |
| 2016    | Shōnen Maid                                                  | Madoka Takatori                                                                   |             |
| 2016    | Super Lovers                                                 | Ikuyoshi Sasaki                                                                   |             |
| 2016    | Touken Ranbu: Hanamaru                                       | Sayo Samonji                                                                      | [ 9 ]       |
| 2016    | Twin Star Exorcists                                          | Yuto Ijika                                                                        | [ 10 ]      |
| 2016    | Yuri!!! on Ice                                               | Kenjirō Minami                                                                    | [ 11 ]      |
| 2017    | Altair: A Record of Battles                                  | Tuğril Mahmut                                                                     |             |
| 2017    | ACCA: 13-Territory Inspection Dept.                          | Acca-kun                                                                          |             |
| 2017    | Altair: A Record of Battles                                  | Mahmut                                                                            | [ 12 ]      |
| 2017-21 | Black Clover                                                 | Luck Voltia                                                                       | [ 13 ]      |
| 2017    | Blue Exorcist: Kyoto Saga                                    | Karura                                                                            |             |
| 2017    | ēlDLIVE                                                      | Chūta Kokonose                                                                    | [ 14 ]      |
| 2017    | Hand Shakers                                                 | Masaru Hojo                                                                       | [ 15 ]      |
| 2017    | Kamiwaza Wanda                                               | Naisu                                                                             |             |
| 2017    | Super Lovers 2                                               | Ikuyoshi Sasaki                                                                   |             |
| 2017    | The Ancient Magus Bride                                      | Cartaphilius/Joseph                                                               | [ 16 ]      |
| 2018    | Banana Fish                                                  | Skip                                                                              |             |
| 2018    | Devilman Crybaby                                             | Ryo Asuka                                                                         |             |
| 2018    | Doreiku                                                      | Taiju Nakano                                                                      |             |
| 2018    | Hinomaru Sumo                                                | Kei Mitsuhashi                                                                    | [ 17 ]      |
| 2018    | Inazuma Eleven: Ares no Tenbin                               | Asuto Inamori                                                                     |             |
| 2018    | Iroduku: The World in Colors                                 | Chigusa Fukasawa                                                                  |             |
| 2018    | Last Period                                                  | Gajeru, Tori Himemiya                                                             |             |
| 2018    | Muhyo & Roji's Bureau of Supernatural Investigation          | Tōru Muhyō                                                                        |             |
| 2018    | Nil Admirari no Tenbin: Teito Genwaku Kitan                  | Hitaki Kuze                                                                       |             |
| 2018    | Pop Team Epic                                                | Joseph (ep 9a)                                                                    |             |
| 2018    | Skull-face Bookseller Honda-san                              | Azarashi                                                                          |             |
| 2018    | The Thousand Musketeers                                      | Nicola and Noël                                                                   |             |
| 2018    | Touken Ranbu: Hanamaru 2                                     | Sayo Samonji                                                                      |             |
| 2019    | Ace of Diamond Act II                                        | Kaoru Yui                                                                         |             |
| 2019    | Bananya: Fushigi na Nakamatachi                              | Bananyako, Tabby Bananya, Mackerel Bananya, Baby Bananya, Bananya Bunch, The Mice |             |
| 2019    | Case File nº221: Kabukicho                                   | Maki Hokari                                                                       |             |
| 2019-23 | Dr. Stone                                                    | Ginro                                                                             |             |
| 2019    | Ensemble Stars!                                              | Tori Himemiya                                                                     |             |
| 2019    | Kochoki: Wakaki Nobunaga                                     | Oda Hidetaka                                                                      |             |
| 2019    | My Roommate is a Cat                                         | Hachi                                                                             |             |
| 2019    | Sarazanmai                                                   | Kazuki Yasaka                                                                     |             |
| 2019    | Welcome to Demon School! Iruma-kun                           | Iruma Suzuki                                                                      |             |
| 2020    | Attack on Titan: The Final Season                            | Udo                                                                               |             |
| 2020    | Haikyu!! To the Top                                          | Shoyo Hinata                                                                      |             |
| 2020    | Infinite Dendrogram                                          | Hugo Lesseps                                                                      |             |
| 2020    | Ikebukuro West Gate Park                                     | Mitsuki Fujimoto                                                                  |             |
| 2020    | Kakushigoto                                                  | Kakeru Keshi                                                                      | [ 18 ]      |
| 2020    | Listeners                                                    | Echo Rec                                                                          | [ 19 ]      |
| 2020    | Muhyo & Roji's Bureau of Supernatural Investigation Season 2 | Tōru Muhyō                                                                        | [ 20 ]      |
| 2020    | Number24                                                     | Yū Mashiro                                                                        | [ 21 ]      |
| 2021    | Backflip!!                                                   | Mashiro Tsukiyuki                                                                 | [ 22 ]      |
| 2021    | Battle Game in 5 Seconds                                     | Akira Shiroyanagi                                                                 | [ 23 ]      |
| 2021    | Burning Kabaddi                                              | Yūki Hitomi                                                                       | [ 24 ]      |
| 2021    | How Not to Summon a Demon Lord Ω                             | Sanro                                                                             |             |
| 2021    | I-Chu: Halfway Through the Idol                              | Kokoro Hanabusa                                                                   |             |
| 2021    | Kemono Jihen                                                 | Akira                                                                             | [ 25 ]      |
| 2021    | Megaton Musashi                                              | Kota Akutagawa                                                                    | [ 26 ]      |
| 2021    | Nintama Rantarō                                              | Haniwa Sekito                                                                     |             |
| 2021    | Pretty Boy Detective Club                                    | Manabu Sōtōin                                                                     | [ 27 ]      |
| 2021    | Ranking of Kings                                             | Kage                                                                              | [ 28 ]      |
| 2021    | Show by Rock!! Stars!!                                       | Riku                                                                              |             |
| 2021    | The Case Study of Vanitas                                    | Astolfo Granatum                                                                  | [ 29 ]      |
| 2021    | The Faraway Paladin                                          | Menel                                                                             | [ 30 ]      |
| 2021    | Welcome to Demon School! Iruma-kun Season 2                  | Iruma Suzuki                                                                      |             |
| 2021    | World Trigger 2nd Season                                     | Reghindetz                                                                        |             |
| 2022    | Love of Kill                                                 | Jinon                                                                             | [ 31 ]      |
| 2022    | Ninjala                                                      | Kappei                                                                            | [ 32 ]      |
| 2022    | Salaryman's Club                                             | Ayato Misora                                                                      | [ 33 ]      |
| 2022    | She Professed Herself Pupil of the Wise Man                  | Solomon                                                                           | [ 34 ]      |
| 2022    | Prima Doll                                                   | Nagi Tōma                                                                         | [ 35 ]      |
| 2022    | Utawarerumono: Mask of Truth                                 | Kiuru                                                                             | [ 36 ]      |
| 2022    | My Master Has No Tail                                        | Sakujiro                                                                          | [ 37 ]      |
| 2022    | Welcome to Demon School! Iruma-kun Season 3                  | Iruma Suzuki                                                                      |             |
| 2023    | Kaina of the Great Snow Sea                                  | Yaona                                                                             | [ 38 ]      |
| 2023    | The Vampire Dies in No Time 2                                | Mikazuki                                                                          | [ 39 ]      |
| 2023    | Trigun Stampede                                              | Elendira the Crimsonnail                                                          | [ 40 ]      |
| 2023    | Hirogaru Sky! Pretty Cure                                    | Tsubasa Yuunagi/Cure Wing                                                         | [ 41 ]      |
| 2023    | Dead Mount Death Play                                        | Arius Sabaramond                                                                  |             |
| 2023    | Record of Ragnarok                                           | Zerofuku                                                                          |             |
| 2023    | Rurouni Kenshin                                              | Kamatari Honjo                                                                    |             |
| 2023    | Migi to Dali                                                 | Dali                                                                              | [ 42 ]      |
| 2023    | Ragna Crimson                                                | Crimson                                                                           |             |
| 2023    | Undead Unluck                                                | Chikara Shigeno                                                                   |             |
| 2024    | Sailor Moon Cosmos                                           | Sailor Aluminum Siren                                                             |             |
| 2025    | Mobile Suit Gundam GQuuuuuuX                                 | Gates Capa                                                                        |             |
| 2025    | Sanda                                                        | Kazushige Sanda                                                                   |             |

### Animazione cinematografica
| Anno | Titolo                                                          | Ruolo                 | Fonte  |
| ---- | --------------------------------------------------------------- | --------------------- | ------ |
| 2015 | The Empire of Corpses                                           | Friday                |        |
| 2018 | Servamp -Alice in the Garden-                                   | Hugh                  |        |
| 2018 | Natsume's Book of Friends the Movie: Tied to the Temporal World | Daisuke Yūki          |        |
| 2022 | Goodbye, DonGlees!                                              | Shizuku "Drop" Sakuma | [ 43 ] |
| 2022 | Blue Thermal                                                    | Eita Narihara         | [ 44 ] |
| 2022 | Backflip!!                                                      | Mashiro Tsukiyuki     | [ 45 ] |
| 2022 | The Seven Deadly Sins: Grudge of Edinburgh                      | Tristan (teenager)    | [ 46 ] |
| 2022 | Drifting Home                                                   | Noppo                 | [ 47 ] |

### Original anime video (OVA)
- Haikyu!! (2014), Shoyo Hinata
- Yarichin Bitch Club (2018), Kyōsuke Yaguchi[48]

### Original net anime (ONA)
- Sword Gai The Animation (2018), Kuromaru
- The Heike Story (2021), Taira no Atsumori[49]
- Super Ladri (2021), Johnny Fulmine (giovane)[50]
- Spriggan (2022), Colonnello McDougal[51]
- Sand Land: The Series (2024)
- Leviathan (2025), Aleksandar von Hohenberg

### Media franchise
- Paradox live / BAE (2020) (48 / Yeon Hajun)
- Clock over orquesta  (2021) (Tenma Rikka)
- VS AMBIVALENZ  (2021) (Auguri & Futaba)
- Megaton Musashi (2021) (Kota Akutagawa)

### Videogiochi
- Azure Striker Gunvolt (2014) (Nova Tsukuyomi)
- J-Stars Victory Vs (2014) (Shōyō Hinata)
- Granblue Fantasy (2014) (Hal, Ulamnuran)
- THE iDOLM@STER: SideM (2014) (Kanon Himeno)
- Hamatora: Look at Smoking World (2014) (Pero)
- I-Chu (2015) (Kokoro Hanabusa)[52]
- Ensemble Stars! (2015) (Tori Himemiya)
- Digimon Story: Cyber Sleuth (2015) (Yuugo Kamishiro)
- Sword Art Online: Lost Song (2015) (Recon/Shinichi Nagata)
- Tokyo Mirage Sessions ♯FE (2015) (Gordin)
- Touken Ranbu (2015) (Sayo Samonji)
- Utawarerumono: Mask of Deception (2015) (Kiuru)
- Street Fighter V (2016) (Sean Matsuda)
- Mighty No. 9 (2016) (Beck)
- Pokémon Sun and Moon (2016) (Wishiwashi)
- Final Fantasy XV (2016) (Talcott)
- Utawarerumono: Mask of Truth (2016) (Kiuru)
- Cocktail Prince (2017) (Caipirinha & Caipiroska)[53]
- Fire Emblem Heroes (2017) (Gordin, Soren)
- Sengoku Night Blood (2017) (Sasuke Sarutobi)
- Super Bomberman R (2017) (Green Bomberman)
- Captain Tsubasa: Dream Team (2017) (Aoi Shingo)
- Dragon Quest Rivals (2017) (Eroe (DQIX))
- Xenoblade Chronicles 2 (2017) (Corvin)
- Digimon Story: Cyber Sleuth - Hacker's Memory (2017) (Yuugo Kamishiro)
- Food Fantasy (2018) (Double Scoop & Long Bao)
- Etrian Odyssey Nexus (2018) (Leo)
- Dragalia Lost (2018) (Irfan)
- Ikemen Revolution (2016) (Loki Genetta)
- Chrono Ma:Gia (2018) (Leo Bloomfield)
- Puzzle & Dragons (2012) (Suou)
- Dragon: Marked for Death (2019) (Shinobi) (Voice D)
- Bleach Brave Souls (2018) (Hikone Ubuginu)
- Grand Chase Dimensional Chaser (2018) (Ronan Erudon)
- Dragon Marked for Death (2019) (Shinobi)
- Onmyoji (2019) (Ungaikyou)
- Edge of Awakening (2019) (Shiou)
- Pokémon Masters (2019) (Wally)
- World Flipper (2019) (Adoni)
- Mahoutsukai no Yakusoku (2019) (Mitile)
- Genshin Impact (2020) (Venti)[54][55]
- Fate/Grand Order (2021) (Setanta)[56]
- Rune Factory 5 (2021) (Cecile)
- Arknights (2021) (Mizuki)
- Identity V (2021) (Victor Grantz)
- Helios Rising Heroes (2021) (Leonard Wright Jr.)
- Fuga: Melodies of Steel (2021) (Malt Marzipan)
- Azure Striker Gunvolt 3 (2022) (Nova Tsukuyomi)
- Fire Emblem: Engage (2023) (Soren)
- Bayonetta Origins: Cereza and the Lost Demon (2023) (Lukaon)
- Fuga: Melodies of Steel 2 (2023) (Malt Marzipan)

### Doppiaggio

#### Live-action
- The 100 (Monty Green (Christopher Larkin))[57]
- Aquaman (Young Arthur (Thirteen Years Old) (Otis Dhanji))[58]
- Beasts of No Nation (Agu (Abraham Attah))
- L'ottava nota - Boychoir (Stetson "Stet" Tate (Garrett Wareing))[59]
- Daniel Isn't Real (Luke Nightingale (Miles Robbins))[60]
- Daredevil (Matt Murdock (young) (Skylar Gaertner))
- La torre nera (Jake Chambers (Tom Taylor))[61]
- Euphoria (Ashtray (Javon "Wanna" Walton))[62]
- Falling Skies (season 4 onwards) (Matt Mason (Maxim Knight))[63]
- The Flash (Wally West/Kid Flash (Keiynan Lonsdale))
- The Games Maker (Ivan Drago (David Mazouz))
- Insidious: Chapter 2 (Dalton Lambert (Ty Simpkins))[64]
- Jurassic World (2017 NTV edition) (Gray Mitchell (Ty Simpkins))[65]
- The Last Ship (Ray Diaz (Adam Irigoyen))
- Maze Runner - Il labirinto (Chuck (Blake Cooper))
- C'era una volta (Baelfire (young) (Dylan Schmid))
- Città di carta (Benjamin "Ben" Starling (Austin Abrams))
- Rent (Angel Dumott Schunard (Wilson Jermaine Heredia))
- Shazam! (2021 THE CINEMA edition) (Freddy Freeman (Jack Dylan Grazer))[66]
- St. Vincent (Robert Ocinski (Dario Barosso))
- Thunderbirds Are Go (Alan Tracy)
- Uncharted (Young Nathan Drake (Tiernan Jones))[67]

#### Animazione
- Baby Boss 2 - Affari di famiglia (Connie)[68]
- Mechamato (Amato)[69]
- Arcane (Mylo)

### Discografia
- grade skipping Sakura Yanagi